# Thirsty Ear
Thirsty Ear ist ein amerikanischer Musikverlag, der auch Tonträger produziert und vertreibt. Er hat seinen Sitz in Norwalk (Kalifornien).

## Geschichte und Ausrichtung
Thirsty Ear wurde in den 1970er Jahren als ein Marketing-Unternehmen gegründet. Es organisierte Werbekampagnen für die meisten Musiklabel und arbeitete u. a. mit David Bowie, den Talking Heads und The Police zusammen. 1990 wurde Thirsty Ear zu einem eigenständigen Musikverlag mit angeschlossenem Label.
Thirsty Ear veröffentlicht Alben von Künstlern verschiedener Musikrichtungen, vor allem Free Jazz, Hip-Hop und elektronische Musik. Besondere Bekanntheit erlangte es durch die Blue-Series-Reihe, die von dem bekannten Jazz-Pianisten Matthew Shipp koordiniert wird (Good and Evil Sessions). Die innerhalb dieser Reihe veröffentlichten Alben sind Resultate der Zusammenarbeit von Jazzmusikern mit Vertretern des Hip-Hop und elektronischer Musik.

## Künstler bei Thirsty Ear (Auswahl)
- Craig Taborn
- David S. Ware
- DJ Spooky
- El-P
- Guillermo E. Brown
- Mat Maneri
- Matthew Shipp
- Meat Beat Manifesto
- Mike Ladd
- Sex Mob
- Tim Berne
- William Parker
- Weasel Walter

## Bedeutende Alben (Auswahl)
- Matthew Shipp Nu Bop (2002)
- DJ Spooky Optometry (2002)
- Anti-Pop Consortium Antipop vs. Matthew Shipp (2003)
- DJ Spooky Celestial Mechanix: The Blue Series Mastermix (2004)
- Groundtruther (Charlie Hunter und Bobby Previte) Latitude (mit Greg Osby, 2004), Longitude (mit DJ Logic, 2005), Altitude (mit John Medeski, 2007)
- DJ Spooky that Subliminal Kid vs. Dave Lombardo Drums of Death (2005)
- Mike Ladd Negrophilia (2005)
- Meat Beat Manifesto At the Center (2005)
- Scotty Hard Scotty Hard’s Radical Reconstructive Surgery: John Medeski, Matthew Shipp (2006)
- Nils Petter Molvær An American Compilation (2006)
- Sex Mob Sexotica (2006)
- DJ Spooky The Secret Song (2009)